# محمية زيادة عن اللزوم
«محمية زيادة عن اللزوم» أو «أوفربروتكتد» (بالإنجليزية: Overprotected) هي أغنية للمغنية الأمريكية بريتني سبيرز، من ألبومها الثالث «بريتني». تم إصدار الأغنية في 10 ديسمبر، 2001 بواسطة تسجيلات جايف، كالأغنية المنفردة الثانية من الألبوم.
«أوفربروتكتد» هي أغنية بوب راقصة وفيها طابع من أغاني بوب المراهقين، وتتحدث عن فتاة تعبت من كونها محمية زيادة عن اللزوم وتريد أن تكون هي نفسها وتريد الاعتماد على نفسها. تلقت الأغنية نقداً متفاوتاً من النقاد. وعلى الرغم من أنها لم تدخل في قوائم توب 100 في أمريكا بالبيلبورد، ولكنها كانت #22 في كندا، في حين أنها وصلت إلى قوائم توب 5 في إيطاليا، رومانيا، السويد والمملكة المتحدة.
في الفيديو تظهر سبيرز ترقص داخل مصنع مهجور وتغني عن كونها مفرطة الحماية؛ بينما في فيديو نسخة الريمكس تظهر سبيرز تلهو وترقص مع صديقاتها.
حصلت الأغنية على ترشيح لجائزة غرامي كأفضل أداء نسائي في أغنية بوب.